# مانويل غونزاليس (لاعب كرة قدم مواليد 1953)
مانويل غونزاليس (بالإسبانية: Manuel González)‏ هو لاعب كرة قدم إسباني في مركز الدفاع، ولد في 23 مايو 1953 في بطليوس في إسبانيا. لعب مع ريال سبورتينغ خيخون.